# Cireș, Storojineț
Cireș (în ucraineană Череш, transliterat Cereș și în germană Cziresz) este un sat reședință de comună în raionul Storojineț din regiunea Cernăuți (Ucraina). Are 1,374 locuitori, preponderent români.
Satul este situat la o altitudine de 377 metri, se află pe malul râului Siretul Mic, în partea de centru a raionului Storojineț.
Populatia satului este în scădere, dar populația românească este în creștere de la 63,4% (1989) la 71,8% (2001).

## Istorie
Localitatea Cireș a făcut parte încă de la înființare din regiunea istorică Bucovina a Principatului Moldovei. În ianuarie 1775, ca urmare a atitudinii de neutralitate pe care a avut-o în timpul conflictului militar dintre Turcia și Rusia (1768-1774), Imperiul Habsburgic (Austria de astăzi) a primit o parte din teritoriul Moldovei, teritoriu cunoscut sub denumirea de Bucovina. După anexarea Bucovinei de către Imperiul Habsburgic în anul 1775, localitatea Cireș a făcut parte din Ducatul Bucovinei, guvernat de către austrieci, făcând parte din districtul Storojineț (în germană Storozynetz). 
După Unirea Bucovinei cu România la 28 noiembrie 1918, satul Cireș a făcut parte din componența României, în Plasa Flondoreni a județului Storojineț. În perioada interbelică, a funcționat aici Fabrica de spirt a lui Simion Ausländer .
Ca urmare a Pactului Ribbentrop-Molotov (1939), Bucovina de Nord a fost anexată de către URSS la 28 iunie 1940. Bucovina de Nord a reintrat în componența României în perioada 1941-1944, fiind reocupată de către URSS în anul 1944 și integrată în componența RSS Ucrainene. 
Începând din anul 1991, satul Cireș face parte din raionul Storojineț al regiunii Cernăuți din cadrul Ucrainei independente. Conform recensământului din 1989, numărul locuitorilor care s-au declarat români plus moldoveni era de 906 (878+28), adică 63,40% din populația localității. În sat, mai locuiau 418 ucraineni, 51 ruși, 37 poloni, 7 evrei și 10 de altă etnie . În prezent, satul are 1.374 locuitori, preponderent români.

## Demografie
Componența lingvistică a comunei Cireș
     Română (71,76%)
     Ucraineană (25,69%)
     Rusă (2,04%)
     Alte limbi (0,51%)
Conform recensământului din 2001, majoritatea populației comunei Cireș era vorbitoare de română (71,76%), existând în minoritate și vorbitori de ucraineană (25,69%) și rusă (2,04%).
1930: 1.379 (recensământ)
1989: 1.429 (recensământ)
2001: 1.374 (recensământ)

### Recensământul din 1930
Componența etnică a comunei Cireș (județul Storojineț)
     Români (77,08%)
     Germani (1,74%)
     Evrei (7,68%)
     Ruteni (1,59%)
     Polonezi (11,16%)
     Altă etnie (0,75%)
Componența confesională a comunei Cireș
     Ortodocși (78,46%)
     Romano-catolici (10,65%)
     Mozaici (7,68%)
     Greco-catolici (2,75%)
     Altă religie (0,46%)
Conform recensământului efectuat în 1930, populația comunei Cireș se ridica la 1.379 locuitori. Majoritatea locuitorilor erau români (77,08%), cu o minoritate de germani (1,74%), una de evrei (7,68%), una de ruteni (1,59%) și una de polonezi (11,16%). Alte persoane s-au declarat: cehi\slovaci (3 persoane) și ruși (7 persoane). Din punct de vedere confesional, majoritatea locuitorilor erau ortodocși (78,46%), dar existau și romano-catolici (10,65%), mozaici (7,68%) și greco-catolici (2,75%). Alte persoane au declarat: evanghelici\luterani (3 persoane) și armeano-catolici (3 persoane).

## Obiective turistice
- Biserica catolică de lemn cu hramul "Sf. Apostoli Petru și Paul" [6]